# Brandley Kuwas
Brandley Kuwas (Hoorn, 19 settembre 1992) è un calciatore olandese, di origini di Curaçao, attaccante del Volendam.

## Statistiche

### Presenze e reti nei club
Statistiche aggiornate al 21 agosto 2017.
| Stagione               | Squadra                | Campionato             | Campionato | Campionato | Coppe nazionali | Coppe nazionali | Coppe nazionali | Coppe continentali | Coppe continentali | Coppe continentali | Altre coppe | Altre coppe | Altre coppe | Totale | Totale | Totale |
| Stagione               | Squadra                | Comp                   | Pres       | Reti       | Comp            | Pres            | Reti            | Comp               | Pres               | Reti               | Comp        | Pres        | Reti        | Pres   | Reti   |        |
| ---------------------- | ---------------------- | ---------------------- | ---------- | ---------- | --------------- | --------------- | --------------- | ------------------ | ------------------ | ------------------ | ----------- | ----------- | ----------- | ------ | ------ | ------ |
| 2012-2013              | Volendam               | ED                     | 32+4       | 5+1        | CO              | 1               | 0               | -                  | -                  | -                  | -           | -           | -           | 37     | 6      |        |
| 2013-2014              | Volendam               | ED                     | 34         | 2          | CO              | 1               | 0               | -                  | -                  | -                  | -           | -           | -           | 35     | 2      |        |
| 2014-2015              | Volendam               | ED                     | 37+4       | 8+1        | CO              | 3               | 0               | -                  | -                  | -                  | -           | -           | -           | 44     | 9      |        |
| Totale Volendam        | Totale Volendam        | Totale Volendam        | 103+8      | 15+2       |                 | 5               | 0               |                    | -                  | -                  |             | -           | -           | 116    | 17     |        |
| 2015-2016              | Excelsior Rotterdam    | E                      | 34         | 4          | CO              | 2               | 0               | -                  | -                  | -                  | -           | -           | -           | 36     | 4      |        |
| 2016-2017              | Heracles Almelo        | E                      | 32         | 6          | CO              | 3               | 1               | UEL                | 2                  | 0                  | -           | -           | -           | 37     | 7      |        |
| 2017-2018              | Heracles Almelo        | E                      | 30         | 6          | CO              | 0               | 0               | -                  | -                  | -                  | -           | -           | -           | 30     | 6      |        |
| Totale Heracles Almelo | Totale Heracles Almelo | Totale Heracles Almelo | 62         | 12         |                 | 3               | 1               |                    | 2                  | 0                  |             | -           | -           | 67     | 13     |        |
| Totale carriera        | Totale carriera        | Totale carriera        | 199+8      | 34+2       |                 | 10              | 1               |                    | 2                  | 0                  |             | -           | -           | 214    | 35     |        |

### Cronologia presenze e reti in nazionale
| Cronologia completa delle presenze e delle reti in nazionale ― Curaçao | Cronologia completa delle presenze e delle reti in nazionale ― Curaçao | Cronologia completa delle presenze e delle reti in nazionale ― Curaçao | Cronologia completa delle presenze e delle reti in nazionale ― Curaçao | Cronologia completa delle presenze e delle reti in nazionale ― Curaçao | Cronologia completa delle presenze e delle reti in nazionale ― Curaçao | Cronologia completa delle presenze e delle reti in nazionale ― Curaçao | Cronologia completa delle presenze e delle reti in nazionale ― Curaçao |
| Data                                                                   | Città                                                                  | In casa                                                                | Risultato                                                              | Ospiti                                                                 | Competizione                                                           | Reti                                                                   | Note                                                                   |
| ---------------------------------------------------------------------- | ---------------------------------------------------------------------- | ---------------------------------------------------------------------- | ---------------------------------------------------------------------- | ---------------------------------------------------------------------- | ---------------------------------------------------------------------- | ---------------------------------------------------------------------- | ---------------------------------------------------------------------- |
| 22-3-2017                                                              | Willemstad                                                             | Curaçao                                                                | 1 – 1                                                                  | El Salvador                                                            | Amichevole                                                             | -                                                                      | 86’                                                                    |
| 11-9-2018                                                              | Willemstad                                                             | Curaçao                                                                | 10 – 0                                                                 | Grenada                                                                | CONCACAF Nations League 2019-2020 - Qualificazioni                     | 1                                                                      |                                                                        |
| 12-10-2018                                                             | Bradenton                                                              | Isole Vergini Americane                                                | 0 – 5                                                                  | Curaçao                                                                | CONCACAF Nations League 2019-2020 - Qualificazioni                     | -                                                                      |                                                                        |
| 20-11-2018                                                             | Willemstad                                                             | Curaçao                                                                | 6 – 0                                                                  | Guadalupa                                                              | CONCACAF Nations League 2019-2020 - Qualificazioni                     | -                                                                      |                                                                        |
| 23-3-2019                                                              | North Sound                                                            | Antigua e Barbuda                                                      | 2 – 1                                                                  | Curaçao                                                                | CONCACAF Nations League 2019-2020 - Qualificazioni                     | -                                                                      |                                                                        |
| 8-9-2019                                                               | Willemstad                                                             | Curaçao                                                                | 1 – 0                                                                  | Haiti                                                                  | CONCACAF Nations League 2019-2020 - 1º Turno                           | -                                                                      |                                                                        |
| 11-9-2019                                                              | Port-au-Prince                                                         | Haiti                                                                  | 1 – 1                                                                  | Curaçao                                                                | CONCACAF Nations League 2019-2020 - 1º Turno                           | -                                                                      | 84’                                                                    |
| 14-10-2019                                                             | Alajuela                                                               | Costa Rica                                                             | 0 – 0                                                                  | Curaçao                                                                | CONCACAF Nations League 2019-2020 - 1º Turno                           | -                                                                      | 56’                                                                    |
| 15-11-2019                                                             | Willemstad                                                             | Curaçao                                                                | 1 – 2                                                                  | Costa Rica                                                             | CONCACAF Nations League 2019-2020 - 1º Turno                           | -                                                                      |                                                                        |
| 5-6-2021                                                               | Città del Guatemala                                                    | Isole Vergini Britanniche                                              | 0 – 8                                                                  | Curaçao                                                                | Qual. Mondiali 2022                                                    | 1                                                                      | 45’                                                                    |
| 9-6-2021                                                               | Willemstad                                                             | Curaçao                                                                | 0 – 0                                                                  | Guatemala                                                              | Qual. Mondiali 2022                                                    | -                                                                      | 77’                                                                    |
| 13-6-2021                                                              | Panama                                                                 | Panama                                                                 | 2 – 1                                                                  | Curaçao                                                                | Qual. Mondiali 2022                                                    | -                                                                      | 45’                                                                    |
| 16-6-2021                                                              | Willemstad                                                             | Curaçao                                                                | 0 – 0                                                                  | Panama                                                                 | Qual. Mondiali 2022                                                    | -                                                                      |                                                                        |
| 6-10-2021                                                              | Manama                                                                 | Bahrein                                                                | 4 – 0                                                                  | Curaçao                                                                | Amichevole                                                             | -                                                                      | 63’                                                                    |
| 9-10-2021                                                              | Manama                                                                 | Curaçao                                                                | 1 – 2                                                                  | Nuova Zelanda                                                          | Amichevole                                                             | -                                                                      | 45’                                                                    |
| 4-6-2022                                                               | Willemstad                                                             | Curaçao                                                                | 0 – 1                                                                  | Honduras                                                               | CONCACAF Nations League 2022-2023 - 1º Turno                           | -                                                                      |                                                                        |
| 7-6-2022                                                               | San Pedro Sula                                                         | Honduras                                                               | 1 – 2                                                                  | Curaçao                                                                | CONCACAF Nations League 2022-2023 - 1º Turno                           | -                                                                      | 70’                                                                    |
| 26-3-2023                                                              | Willemstad                                                             | Curaçao                                                                | 0 – 2                                                                  | Canada                                                                 | CONCACAF Nations League 2022-2023 - 1º Turno                           | -                                                                      | 44’                                                                    |
| 29-3-2023                                                              | Santiago del Estero                                                    | Argentina                                                              | 7 – 0                                                                  | Curaçao                                                                | Amichevole                                                             | -                                                                      | 76’                                                                    |
| 13-6-2023                                                              | Fort Lauderdale                                                        | Curaçao                                                                | 0 – 0                                                                  | Porto Rico                                                             | Amichevole                                                             | -                                                                      | 45’                                                                    |
| 17-6-2023                                                              | Fort Lauderdale                                                        | Curaçao                                                                | 1 – 1 (3 - 4 dtr)                                                      | Saint Kitts e Nevis                                                    | Qual. Gold Cup 2023                                                    | -                                                                      | 67’                                                                    |
| 8-9-2023                                                               | Port of Spain                                                          | Trinidad e Tobago                                                      | 1 – 0                                                                  | Curaçao                                                                | CONCACAF Nations League 2023-2024 - 1º turno                           | -                                                                      | 71’                                                                    |
| 11-9-2023                                                              | Fort-de-France                                                         | Martinica                                                              | 1 – 0                                                                  | Curaçao                                                                | CONCACAF Nations League 2023-2024 - 1º turno                           | -                                                                      | 70’                                                                    |
| 13-10-2023                                                             | Willemstad                                                             | Curaçao                                                                | 1 – 2                                                                  | Panama                                                                 | CONCACAF Nations League 2023-2024 - 1º turno                           | -                                                                      | 66’                                                                    |
| 18-10-2023                                                             | Willemstad                                                             | Curaçao                                                                | 5 – 3                                                                  | Trinidad e Tobago                                                      | CONCACAF Nations League 2023-2024 - 1º turno                           | -                                                                      | 83’                                                                    |
| 6-6-2024                                                               | Willemstad                                                             | Curaçao                                                                | 4 – 1                                                                  | Barbados                                                               | Qual. Mondiali 2026                                                    | -                                                                      | 46’                                                                    |
| 11-10-2024                                                             | Gros Islet                                                             | Grenada                                                                | 0 – 0                                                                  | Curaçao                                                                | CONCACAF Nations League 2024-2025 - 1° turno                           | -                                                                      | 84’                                                                    |
| 19-11-2024                                                             | Gros Islet                                                             | Curaçao                                                                | 4 – 1                                                                  | Saint Lucia                                                            | CONCACAF Nations League 2024-2025 - 1° turno                           | -                                                                      | 87’                                                                    |
| 19-3-2025                                                              | Belek                                                                  | Curaçao                                                                | 0 – 2                                                                  | Kazakistan                                                             | Amichevole                                                             | -                                                                      | Ingresso                                                               |
| 6-6-2025                                                               | Oranjestad                                                             | Curaçao                                                                | 4 – 0                                                                  | Saint Lucia                                                            | Qual. Mondiali 2026                                                    | -                                                                      | 75’                                                                    |
| 10-6-2025                                                              | Oranjestad                                                             | Haiti                                                                  | 1 – 5                                                                  | Curaçao                                                                | Qual. Mondiali 2026                                                    | -                                                                      | 90’                                                                    |
| 17-6-2025                                                              | San Jose                                                               | Curaçao                                                                | 0 – 0                                                                  | El Salvador                                                            | Gold Cup 2025 - 1° turno                                               | -                                                                      | 84’                                                                    |
| 24-6-2025                                                              | San Jose                                                               | Honduras                                                               | 2 – 1                                                                  | Curaçao                                                                | Gold Cup 2025 - 1° turno                                               | -                                                                      | 86’                                                                    |
| Totale                                                                 |                                                                        | Presenze                                                               | 33                                                                     |                                                                        | Reti                                                                   | 2                                                                      |                                                                        |

## Palmarès

### Club

#### Competizioni nazionali
- Eerste Divisie: 1

Volendam: 2024-2025